# Campionati europei di pattinaggio di figura 1905
I Campionati europei di pattinaggio di figura 1905 sono stati la 11ª edizione della competizione di pattinaggio di figura. Si sono svolti il 22 gennaio 1905 a Bonn, in Germania. 

## Podi
| Evento                      | Oro          | Punteggio | Argento         | Punteggio | Bronzo      | Punteggio |
| Singolo maschile (dettagli) | Max Bohatsch | 5         | Heinrich Burger | 10        | Karl Zenger | 15        |

## Medagliere
| Posiz. | Nazione  | Oro | Argento | Bronzo | Totale |
| ------ | -------- | --- | ------- | ------ | ------ |
| 1      | Austria  | 1   | 0       | 0      | 1      |
| 2      | Germania | 0   | 1       | 1      | 2      |
| Totale | Totale   | 1   | 1       | 1      | 3      |